# 富蘭克林鎮區 (北卡羅萊納州羅恩縣)
富蘭克林鎮區（英語：Franklin Township）是位於美國北卡羅萊納州羅恩縣的一個鎮區。

## 地方資料
富蘭克林鎮區的面積為97.20平方千米，當中陸地面積為96.60平方千米，而水域面積為1.20平方千米。根據2020年美國人口普查的數據，當地共有人口13552人，而人口密度為每平方千米139.42人。